# Croissance secondaire

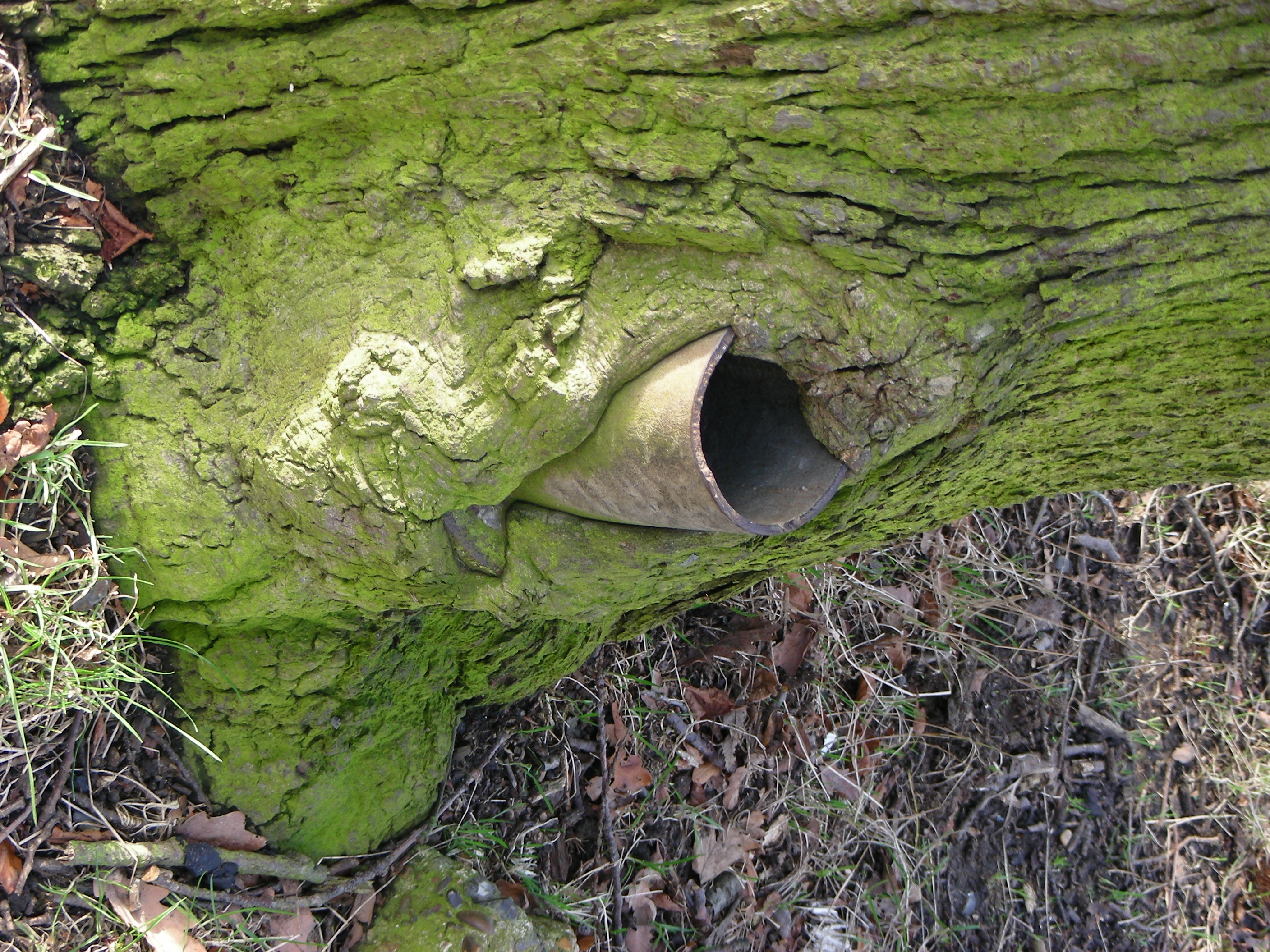
La croissance secondaire épaissit la tige et les racines, ce qui les rend généralement ligneuses. Les obstacles tels que ce poteau métallique et les bouts de branches peuvent être engloutis.

En botanique, la croissance secondaire est la croissance biologique qui résulte de la division cellulaire dans les cambiums ou les méristèmes latéraux et qui entraîne l'épaississement des tiges et des racines, tandis que la croissance primaire résulte de la division cellulaire à l'extrémité des tiges et des racines, entraînant leur allongement, et qui donne naissance au tissu primaire. La croissance secondaire se produit chez la plupart des plantes à graines, mais les monocotylédones en sont généralement dépourvues. Si c'est le cas, la croissance secondaire diffère du modèle typique des autres plantes à graines.
La formation de tissus vasculaires secondaires à partir du cambium est une caractéristique des dicotylédones et des gymnospermes. Chez certaines monocotylédones, les tissus vasculaires se développent également après la fin de la croissance primaire, mais le cambium de ces plantes est d'une nature différente. Chez les ptéridophytes actuelles, cette caractéristique est extrêmement rare et n'existe que chez les Isoètes.

## Méristèmes latéraux

Diagramme de la croissance secondaire d'un arbre montrant des sections verticales et horizontales idéalisées. Du nouveau bois est ajouté à chaque saison de croissance par les méristèmes latéraux, le phellogène et le cambium.

Chez de nombreuses plantes vasculaires, la croissance secondaire est le résultat de l'activité des deux méristèmes latéraux, le phellogène et le cambium. Issue des méristèmes latéraux, la croissance secondaire augmente la largeur de la racine ou de la tige de la plante, plutôt que sa longueur. Tant que les méristèmes latéraux continuent à produire de nouvelles cellules, la tige ou la racine continue de croître en diamètre. Chez les plantes ligneuses, ce processus produit du bois et donne à la plante la forme d'un arbre au tronc épaissi.
Comme cette croissance rompt généralement l'épiderme de la tige ou des racines, les plantes à croissance secondaire développent généralement aussi un phellogène. Le phellogène donne naissance à des cellules de liège (ou suber) épaissies qui protègent la surface de la plante et réduisent les perte en eau. Si ce processus se poursuit pendant de nombreuses années, il peut donner naissance à une couche de liège. Dans le cas du chêne-liège, cela donne du liège récoltable.

## Chez les plantes non ligneuses
La croissance secondaire se produit également chez de nombreuses plantes non ligneuses, par exemple chez la tomate, dans le tubercule de pomme de terre, la racine pivotante de carotte et la racine tubéreuse de patate douce. Certaines feuilles à longue durée de vie ont également une croissance secondaire.

## Croissance secondaire anormale

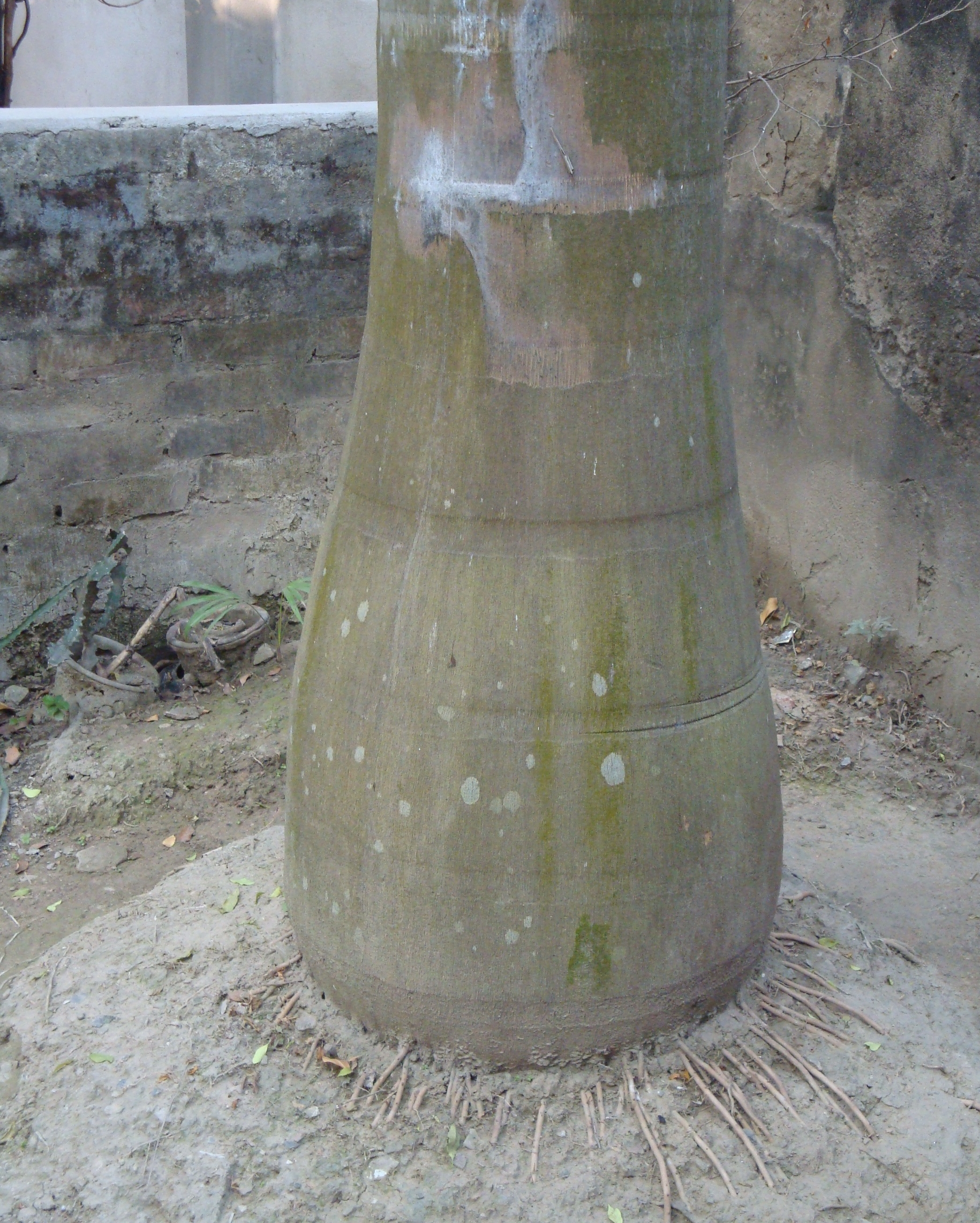
Les palmiers (sur la photo, l'espèce Roystonea regia) augmentent le diamètre de leur tronc par la division et l'élargissement du parenchyme, sans véritable croissance secondaire (production de brins vasculaires secondaires - tissus secondaires du xylème et du phloème - avec l'élargissement consécutif de la canopée et du système racinaire).

La croissance secondaire anormale ne suit pas le schéma d'un cambium unique produisant du xylème à l'intérieur et du phloème à l'extérieur, comme chez les lignophytes ancestrales. Certaines dicotylédones présentent une croissance secondaire anormale. Chez le Bougainvillier par exemple, une série de cambiums apparaît en dehors du phloème le plus ancien.
Les monocotylédones ancestrales ont perdu leur croissance secondaire et leur stèle s'est transformée d'une manière telle qu'elle ne pourrait pas être récupérée sans des changements majeurs qui ont très peu de chances de se produire. Les monocotylédones n'ont pas de croissance secondaire, comme c'est le cas pour leurs ancêtres, ou bien ont une « croissance secondaire anormale », ou, dans le cas des palmiers, augmentent leur diamètre par un semblant de « croissance secondaire » ou non, selon la définition donnée à ce terme. Les palmiers augmentent le diamètre de leur tronc par division et élargissement des cellules du parenchyme, ce qui est appelé « gigantisme primaire » parce qu'il n'y a pas de production de tissus secondaires de xylème et de phloème,, ou parfois « croissance secondaire diffuse ». Dans certaines autres tiges monocotylédones, comme chez les genres Yucca et Dracaena, avec une croissance secondaire anormale, un cambium se forme, mais il produit des faisceaux vasculaires et du parenchyme à l'intérieur et seulement du parenchyme à l'extérieur. Certaines tiges monocotylédones augmentent leur diamètre grâce à l'activité d'un méristème primaire épaississant, dérivé du méristème apical.